# Comuna Velîkîi Karașîn, Makariv
Velîkîi Karașîn (în ucraineană Великий Карашин) este o comună în raionul Makariv, regiunea Kiev, Ucraina, formată din satele Malîi Karașîn și Velîkîi Karașîn (reședința).

## Demografie
Componența lingvistică a comunei Velîkîi Karașîn
     Ucraineană (96,28%)
     Rusă (3,18%)
     Alte limbi (0,55%)
Conform recensământului din 2001, majoritatea populației comunei Velîkîi Karașîn era vorbitoare de ucraineană (96,28%), existând în minoritate și vorbitori de rusă (3,18%).